# دنیای تصویر
دنیای تصویر نشریه‌ای ایرانی است که از سال ۱۳۷۱ با هدف توسعهٔ فعالیت‌ها در حوزهٔ ادبیات سینمایی تأسیس شد. صاحب امتیاز، مدیرمسئول و سردبیر این نشریه از نخستین شماره در بهمن۱۳۷۱ تا شمارهٔ ۲۷۲ در اسفند ۱۳۹۵، علی معلم بود. پس از درگذشت علی معلم، امتیاز نشریه و مدیرمسئولی آن به امید معلم منتقل شد. همچنین سردبیر، خبرنگاران و عکاسان این مجله معمولاً در جشنواره‌های داخلی و خارجی مانند جشنواره فیلم کن، جشنواره فیلم برلین و جشنواره فیلم ونیز شرکت می‌کنند.
دنیای تصویر که در قطع بزرگ‌تر از معمول ماهنامه‌ها چاپ می‌شود، خیلی زود توانست مخاطبان خود را جذب کند و با وجود مشکلات مالی در چند سال اول انتشار، به یکی از پرآگهی‌ترین مجلات سینمایی تبدیل شد و توانست به‌عنوان یک مجلهٔ خصوصی به حیات خود تا به امروز ادامه دهد. معرفی فیلم‌های روز جهان به‌طور مفصل و انتشار ویژه‌نامه‌های مختلف دربارهٔ سینمای ایران و جهان، مخاطب خاص خود را به این ماهنامه جلب کرد.

## جایزه حافظ
جایزه دنیای تصویر یا جایزه حافظ نام مراسمی است که هر سال توسط علی معلم مدیرمسئول و سردبیر مجلهٔ سینمایی دنیای تصویر در ایران برگزار می‌شد که پس از مرگ او این سمت به پسرش و همسرش واگذار شد. اولین دورهٔ این جشن سال ۱۳۷۶ برگزار شد. هیئت داوران جایزه دنیای تصویر، ترکیب نه نفره‌ای از نویسندگان و منتقدان سینمایی دنیای تصویر هستند. کلیهٔ فیلم‌های سینمایی ایرانی نمایش‌داده‌شده در سینماهای کشور و مجموعه‌های داستانیِ تلویزیونی و ویدئوییِ صدا و سیما و شبکهٔ نمایش خانگی از ابتدای فروردین تا انتهای اسفند مورد داوری قرار می‌گیرند و نامزدها از میان ۷۸ فیلم اکران‌شدهٔ سال گذشته انتخاب می‌شوند. جایزهٔ این جشن، تندیس حافظ نام دارد.

## توقیف و انتشار مجدد
در اواخر سال ۱۳۸۶ امتیاز چاپ دنیای تصویر توسط مراجع قضایی باطل شد و این نشریه تا شهریور ۱۳۸۸، به‌جز یک شماره در نوروز ۱۳۸۷، چاپ نگردید. اما پس از آن، مجوز انتشار نشریه رفعِ توقیف شد و از آن زمان بدون وقفه در دسترس خوانندگان بوده‌است.